# جون أبلغيت
جون أبلغيت (بالإنجليزية: John Applegate)‏ هو محاضر بريطاني، ولد في 5 ديسمبر 1952.